# Xylolocha garlepparia
Xylolocha garlepparia är en fjärilsart som beskrevs av Charles Oberthür 1911. Xylolocha garlepparia ingår i släktet Xylolocha och familjen mätare. Inga underarter finns listade i Catalogue of Life.